# Николаев, Анатолий Николаевич
Анато́лий Никола́евич Никола́ев (21 июня 1915, Пупово, Новгородская губерния — 2004) — советский дипломат, Чрезвычайный и полномочный посол.

## Биография
С 1929 года, окончив Молвотицкую среднюю школу, учился в Пскове, затем работал землеустроителем в Боровичах, Окуловке, Лычкове, с 1935 года — старшим землеустроителем Молвотицкого района. Заочно окончил Московский институт землеустройства. Был членом Ленинградского обкома земельных работников, комсоргом.
В октябре 1937 года Молвотицким райвоенкоматом Ленинградской области был призван в РККА. В 1940 году вступил в ВКП(б). Служил командиром взвода военных топографов; в апреле 1942 года окончил военно-юридический факультет Всесоюзной правовой академии. С апреля 1942 года — член военного трибунала, с сентября 1942 — председатель военного трибунала 7-й гвардейской стрелковой бригады, с августа 1943 — председатель военного трибунала 110-й гвардейской стрелковой дивизии. В послевоенное время до февраля 1946 года служил в Приволжском военном округе: в Саратовском и Пензенском гарнизонах, председатель военного трибунала Ульяновского гарнизона.
В 1946—1948 годы — судебный секретарь Международного военного трибунала в Токио. С 1948 года работал в центральном аппарате МИД СССР: второй секретарь, помощник начальника Договорно-правового управления (1948—1953), заместитель начальника Договорно-правового управления (1953—1955); заочно окончил Высшую дипломатическую школу МИД СССР.
В 1955—1957 годы — советник по социальным и юридическим вопросам Постоянного представительства СССР при ООН.
В 1957—1960 годы — заместитель заведующего Договорно-правовым отделом МИД СССР.
С 12 августа 1960 по 30 июля 1965 года — чрезвычайный и полномочный посол СССР в Таиланде (вручение верительных грамот состоялось 18.10.1960). В 1965—1968 годы — заместитель заведующего Договорно-правовым отделом МИД СССР.
С 1 августа 1968 по 11 февраля 1972 года — чрезвычайный и полномочный посол СССР в Судане (вручение верительных грамот состоялось 10 сентября 1968). Затем работал в аппарате МИД СССР — начальник Договорно-правового отдела (1972—1974), заведующий Юридическим отделом (1974—1986).

## Научная деятельность
В 1952 году защитил кандидатскую, в 1983 — докторскую диссертацию.

### Избранные труды
- Николаев А. Н. Историко-правовой анализ формирования советско-китайской государственной границы : Автореф. дис. … д-ра юрид. наук. — М., 1983. — 32 с.
- Николаев А. Н. Правовой режим Суэцкого канала и национализация Египтом Суэцкой компании. — М.: Госюриздат, 1960. — 175 с. — 3000 экз.
- Николаев А. Н. Проблема территориальных вод в международном праве / Под ред. С. А. Голунского. — М.: Госюриздат, 1954. — 308 с. — 2500 экз.
- Николаев А. Н. Проблема территориальных вод в борьбе двух лагерей : Автореф. дис. … канд. юрид. наук / Акад. обществ. наук при ЦК КПСС. Кафедра междунар. права. — М., 1952. — 16 с.
- Николаев А. Н. Территориальное море : Кодификация междунар.-правовых норм по проблеме территор. вод. — М.: Междунар. отношения, 1969. — 158 с. — 3000 экз.
- Николаев А. Н. Токио: суд народов : По воспоминаниям участника процесса : [Междунар. Воен. Трибунал для Дальнего Востока, 1946—1948 гг.]. — М. : Юрид. лит., 1990. — 413+1 с. — 48 000 экз. — ISBN 5-7260-0143-5
- Николаев А. Н. Чрезвычайный и Полномочный : Вехи судьбы. — М. : Реалии, 2002. — 789+1 с. — (Записки дипломата). — ISBN 5-901976-05-3

## Награды
- Орден Красной Звезды (5 июня 1944)[6]
- Орден «Знак Почёта» (1954, 1965, 1971)
- Орден Трудового Красного Знамени (1985)
- Орден Отечественной войны II степени (6 апреля 1985)[5]
- Медаль «За отвагу» (30 июня 1943)[4]
- Медаль «За боевые заслуги» (6 ноября 1947)
- Медаль «За трудовую доблесть» (1981)
- Медаль «За победу над Германией в Великой Отечественной войне 1941—1945 гг.» (1945)
- Почётная грамота Президиума Верховного совета РСФСР (1975)

## Дипломатический ранг
- Чрезвычайный и полномочный посол (2 августа 1960)